# Замок (фільм, 1994)
«Замок» — художній фільм 1994 року. Екранізація однойменного роману Франца Кафки.

## Синопсис
Історія загадкового Замку, який сам у змозі підбирати людей для виконання необхідних йому робіт. У центрі історії викликаний майстер-землемір. Спочатку він не розуміє навіщо його викликали, адже все виглядає ніби він з'явився непроханий. Потроху у героя міцніє думка розвідати таємницю замка.

## У ролях
- Микола Стоцький — Землемір
- Світлана Письміченко — Фріда
- Віктор Сухоруков — Помічник Землеміра
- Анвар Либабов — Помічник Землеміра
- Ігор Шибанов — Брунсвік
- Андрій Смирнов — Вчитель
- Владислав Демченко — Варнава
- Ольга Антонова — Господиня трактиру
- Віктор Смирнов — Ерлангер
- Олексій Герман — Кламм
- Андрій Носков — Мом
- Олена Абросимова — Пеппі
- Болот Бейшеналієв — Сільський староста
- Річард Богуцький — Господар готелю «Панський двір»
- Костянтин Демидов — Шварцер
- Валерій Кріштапенко
- Володимир Кузнецов — Ханс
- Світлана Свірко — Ольга
- Світлана Серваль — Амалія
- Юлія Соболевська — Мілена Брунсвік
- Ірина Соколова — Міцци
- Юрій Еллер — Герстекер
- Ігор Павлов
- Володимир Труханов

## Знімальна група
- Режисер-постановник — Олексій Балабанов
- Сценаристи — Олексій Балабанов, Сергій Сельянов
- Оператори — Сергій Юріздицький, Андрій Жегалов
- Художник-постановник — Володимир Карташов
- Композитор — Сергій Курьохін
- Художник по костюмах — Надія Васильєва

## Нагороди
- 1995 рік — Премія «Ніка» в номінації «Найкраща робота художника» (Володимир Карташов)
- 1995 рік — Премія «Ніка» в номінації «Найкраща робота художника по костюмах» (Надія Васильєва)